# آران (تووز)
آران (به لاتین: Aran) یک منطقه مسکونی در جمهوری آذربایجان است که در شهرستان تووز واقع شده است. آران ۴۸۱ نفر جمعیت دارد.